# Papaveràcies
Papaveràcia, Papaveràcies o Papaveraceae és una família de plantes amb flors de l'ordre de les ranunculals.

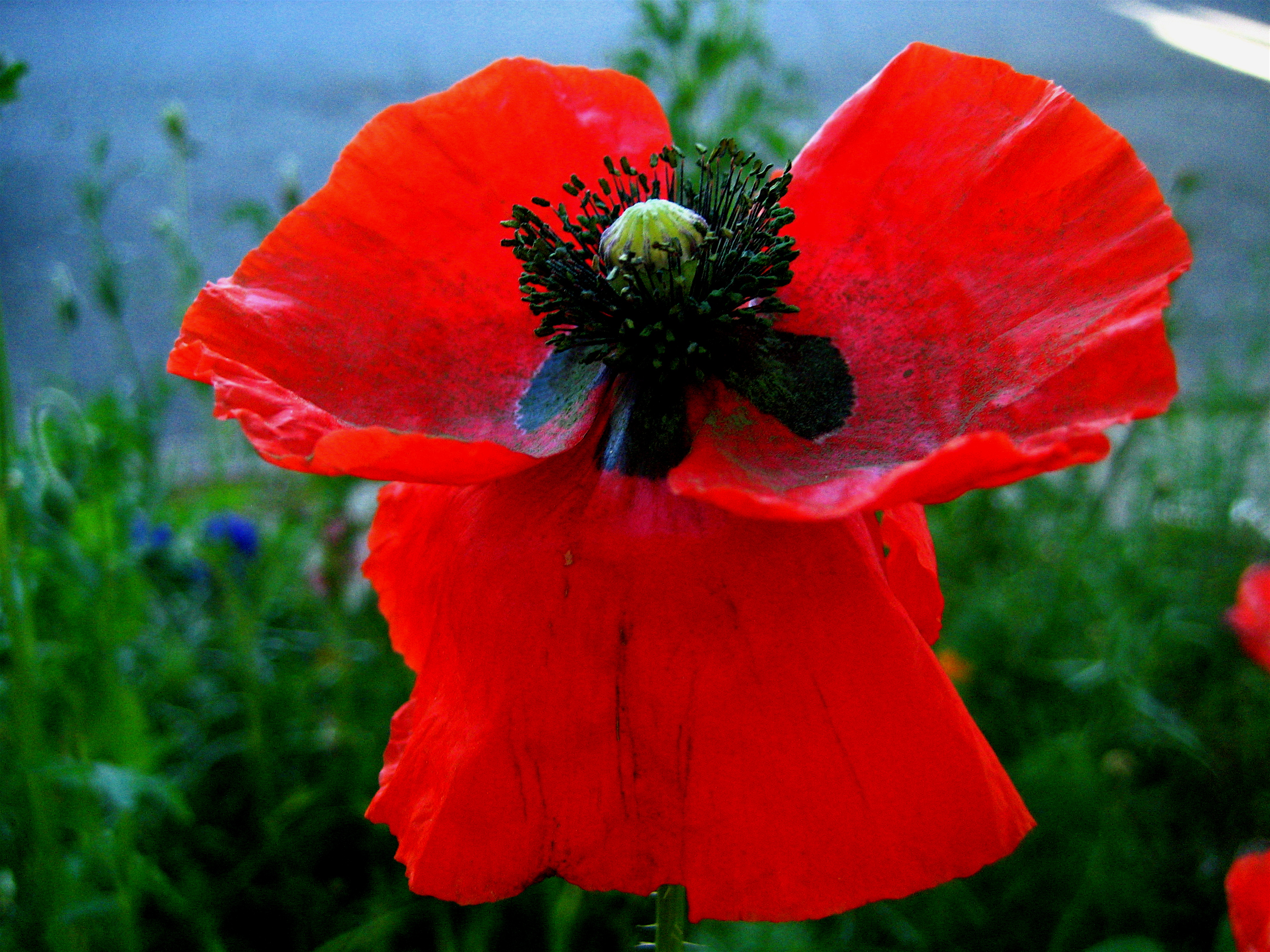
Rosella (Papaver rhoeas)- flor

Es tracta d'una família de distribució cosmopolita que es troba en climes temperats i subtropicals. La majoria són plantes herbàcies, però unes poques són arbustives o petits arbres, i presenten làtex. Quasi totes aquestes plantes contenen alcaloides. La família té espècies que són font de l'opi i el seu conreu o és il·legal o està estrictament controlat per la llei.
La rosella marina és una espècie que es troba de manera natural als Països Catalans. Moltes espècies es conreen en jardineria per les flors espectaculars que produeixen, com la Eschscholtzia californica, la flor de l'Estat de Califòrnia.

## Gèneres

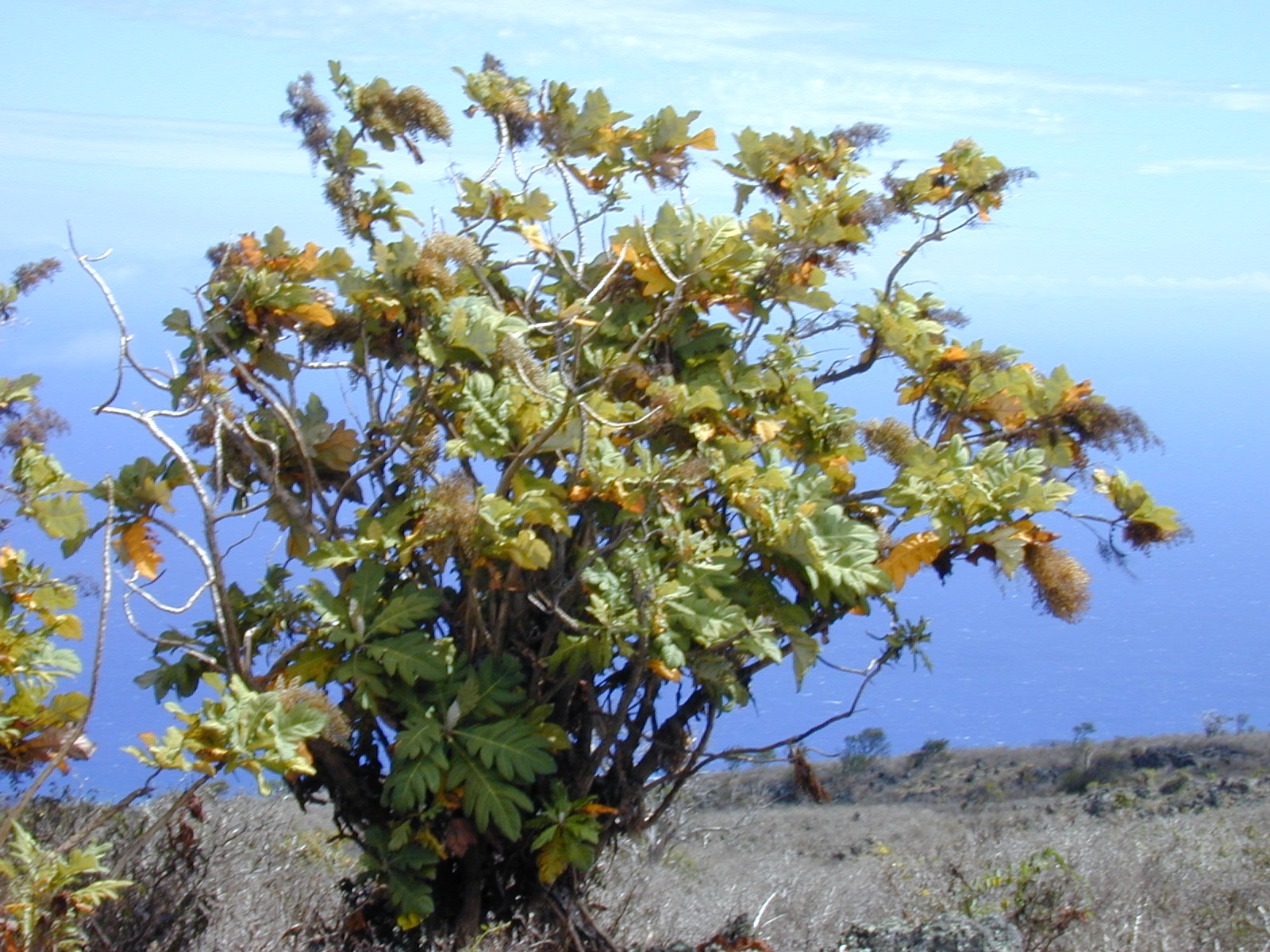
Bocconia frutescens

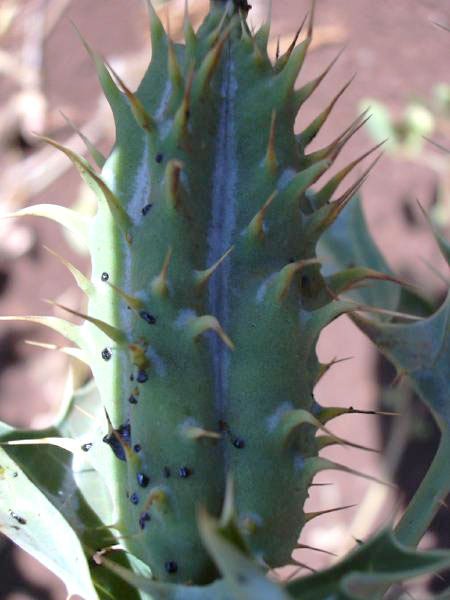
Argemone mexicana - fruit

(Papaveraceae sensu stricto:)
- Arctomecon
- Argemone :
- Bocconia
- Canbya
- Chelidonium
- Dendromecon :
- Dicranostigma
- Eomecon
- Eschscholzia
- Glaucium
- Hunnemannia :
- Hylomecon
- Hypecoum
- Macleaya :
- Meconella
- Meconopsis :
- Papaver
- Platystemon :
- Platystigma
- Roemeria
- Romneya
- Sanguinaria :
- Stylomecon
- Stylophorum